# Первомайська (Псковська область)
Первомайська (рос. Первомайская) — присілок в Гдовському районі Псковської області Російської Федерації.
Населення становить 101 особу. Входить до складу муніципального утворення Полновська волость.

## Історія
Від 2005 року входить до складу муніципального утворення Полновська волость.

## Населення
| 2001 | 2002 | 2010 |
| ---- | ---- | ---- |
| 112  | ↗121 | ↘101 |